# Ordinatio sacerdotalis
Ordinatio sacerdotalis («Ordenación sacerdotal») es una carta apostólica emitida por el papa Juan Pablo II el 22 de mayo de 1994 en la que discutió la postura de la Iglesia católica que requiere "la reserva de la ordenación sacerdotal a los hombres solamente" y escribió que "la Iglesia no tiene autoridad alguna para conferir la ordenación sacerdotal a las mujeres". Si bien el documento afirma que fue escrito para "que se eliminen todas las dudas sobre un asunto de gran importancia", algunos católicos lo han impugnado, tanto en la sustancia como en la naturaleza autorizada de su enseñanza.

## Contenido
Citando un documento anterior del Vaticano, Inter insigniores, "sobre la cuestión de la admisión de mujeres al sacerdocio ministerial", emitido por la Congregación para la Doctrina de la Fe en octubre de 1976, el papa Juan Pablo explica el entendimiento oficial católico de que el sacerdocio es un papel especial establecido especialmente por Jesús cuando eligió a doce hombres de su grupo de seguidores masculinos y femeninos. El papa Juan Pablo señala que Jesús eligió a los Doce después de una noche de oración (cf. Lc 6,12) y que los mismos Apóstoles fueron cuidadosos en la elección de sus sucesores. El sacerdocio está "asociado específica e íntimamente a la misión del mismo Verbo Encarnado".
La carta concluye con las palabras:

Por tanto, para que se disipe toda duda sobre un asunto de gran importancia, que pertenece a la constitución divina misma de la Iglesia, en virtud de mi ministerio de confirmar a los hermanos (cf. Lc 22, 32), declaro que la Iglesia no tiene autoridad alguna para conferir la ordenación sacerdotal a las mujeres y que este juicio debe ser asumido definitivamente por todos los fieles de la Iglesia. 

## Peso magistral
La frase "definitivamente sostenida por todos los fieles de la Iglesia" se refiere al asentimiento pleno de fe que se da en los dogmas católicos. Sin embargo, varios teólogos argumentan que Ordinatio sacerdotalis no fue emitida bajo el  magisterio papal extraordinario como una declaración ex cathedra, por lo que no se considera infalible en sí mismo. La Sociedad Teológica Católica de América emitió un informe en 1997, aprobado por 216 de 248 de sus miembros votantes, declarando que "existen serias dudas sobre la naturaleza de la autoridad de esta enseñanza y sus fundamentos en la Tradición". Algunos consideran su contenido infalible bajo el magisterio ordinario, diciendo que esta doctrina ha sido sostenida consistentemente por la Iglesia.
En un responsum ad dubium (respuesta a una duda) explícitamente aprobado por el papa Juan Pablo II y fechado en octubre de 1995, la Congregación para la Doctrina de la Fe respondió que la enseñanza de la Ordinatio sacerdotalis había sido "establecido infaliblemente por el Magisterio ordinario y universal" y, en consecuencia, debía "ser considerado definitivamente, como perteneciente al depósito de la fe".
En 1998, la Congregación para la Doctrina de la Fe emitió otra opinión, un Comentario Doctrinal sobre Ad tuendam fidem, que decía que la enseñanza de la Ordinatio sacerdotalis no fue enseñada como revelada divinamente, aunque algún día podría enseñarse así en el futuro, es decir, no se ha determinado si la doctrina debe ser considerada una parte intrínseca de la revelación o sólo una consecuencia lógica", sin embargo, en cualquier caso es definitivamente definitivo y debe ser creído infaliblemente.

## Enlaces permanente
- Ordinatio Sacerdotalis — complete English text from the Vatican
- Responsum ad dubium from the Congregation for the Doctrine of the Faith, with a cover letter from Joseph Cardinal Ratzinger